# Flood (informatyka)
Flood – wielokrotne wysłanie tej samej wiadomości lub wielu różnych wiadomości, lub pustych lub zniekształconych (zwykle celowo) pakietów bez wiadomości w bardzo krótkich odstępach czasu. Floodowanie (ang. flooding) może występować w programach komunikacyjnych używanych przez ludzi, jak i też na poziomie protokołów sieciowych.
W protokołach komunikacyjnych masowe wysyłanie określonych pakietów może służyć do ataków typu DoS. Przykładowymi atakami tego typu są ping flood oraz SYN flood.
Na poziomie aplikacji floodowanie dotyczy wszystkich form komunikacji tekstowej w Internecie (czat, IRC, IM, Usenet) i przejawia się w wielokrotnych powtórzeniach znaków interpunkcyjnych, liter, cyfr, uśmiechów internetowych itp. Zachowanie takie postrzegane jako nieetyczne i łamiące zasady netykiety.
Innym przykładem floodowania jest bomba pocztowa (ang. mail bomb), atak polegający na wysłaniu dużej ilości poczty elektronicznej do jednej osoby/systemu.
Odmianą bomby pocztowej może być również atak na urządzenia mobilne, w szczególności telefony komórkowe, polegający na „zalaniu” odbiorcy SMS-ami.
Na większości forów internetowych wysyłanie wiadomości w bardzo krótkich odstępach czasowych jest zablokowane przez filtr antyfloodowy.